# Quân đoàn Dumbledore
Quân đoàn Dumbledore hay Đội quân Dumbledore là tên của một tổ chức hư cấu bí mật trong bộ truyện Harry Potter của nhà văn J. K. Rowling, do Harry Potter thành lập và lãnh đạo, với mục đích luyện tập Phòng chống Nghệ thuật Hắc ám. Tổ chức này xuất hiện lần đầu tiên vào phần năm (Harry Potter và Hội Phượng Hoàng).

## Tổng quan

### Thành lập và tan rã
Vào năm thứ năm, trong môn Phòng chống Nghệ thuật Hắc ám, giáo sư, và cũng là Thanh tra tối cao của Bộ Pháp thuật, Dolores Umbridge chỉ dạy cho học sinh những lý thuyết tự phòng vệ bản thân và từ chối dạy thực hành những đòn phép tấn công. Bà ta làm như thế theo lệnh của Bộ trưởng Bộ Pháp thuật Cornelius Fudge vì ông này sợ giáo sư Albus Dumbledore đang chuẩn bị huy động học sinh chống lại Bộ Pháp thuật và lật đổ ông ta. Chương trình giảng dạy mới không phổ biến trong học sinh, nhất là học sinh năm thứ năm, vì họ đang chuẩn bị cho kì thi Pháp thuật Thượng đẳng (O.W.L) mà chương trình này lại không có thực hành, điều bao gồm cả trong bài thi. Harry Potter cho rằng việc thiếu kiến thức thực hành phép thuật sẽ dễ dàng gây tổn thương cho học sinh trước sự hồi sinh của Chúa tể Voldemort. Tuy nhiên, Bộ Pháp thuật không tán thành với ý kiến này vì vẫn không tin Voldemort đã trở lại. Hermione Granger ngay lập tức đề nghị Harry khởi xướng một tổ chức học sinh bí mật để cùng nhau tập luyện Phòng chống Nghệ thuật Hắc ám và Harry đồng ý. Hermione cùng Ronald Weasley tuyển mộ một nhóm học sinh (lên đến 28 thành viên) từ nhà Gryffindor, Ravenclaw và Hufflepuff; tuyệt nhiên không có sự góp mặt của nhà Slytherin. Nhóm học sinh này gặp bộ ba Harry, Ron và Hermione tại quán rượu Cái Đầu Heo ở làng Hogsmeade để thảo luận về việc thành lập tổ chức. Khi biết được về buổi gặp mặt đó qua Willy Widdershins, Dolores Umbridge đã cấm tất cả các tổ chức học sinh hoạt động mà không có sư xác minh của bà ta. Để né tránh sự giới hạn của Dolores Umbridge, Harry đã bí mật giảng dạy tại Căn phòng Yêu cầu, gặp mặt một tuần một lần liên tục suốt mấy tháng. Các thành viên liên lạc với nhau thông qua một đồng vàng pháp thuật (đồng Galleon giả) được làm bởi Hermione, giống như Dấu hiệu Hắc ám của bọn Tử thần Thực tử. Cho Chang đề nghị tên hội là "Hội phòng vệ" viết tắt là D.A. (The Defence Association). Tuy nhiên, Ginny Weasley lại đề nghị đặt tên là "Quân đoàn Dumbledore" (Dumbledore's Army) để chế giễu đường lối hoạt động của Dolores Umbridge, tật đa nghi của Cornelius Fudge về giáo sư Albus Dumbledore và để bày tỏ sự trung thành đối với Albus Dumbledore. Tên viết tắt D.A. tiếp tục được sử dụng.
Một người bạn của Cho Chang là Marietta Edgecombe đã phản bội Quân đoàn Dumbledore và theo phe Dolores. Trong phim, hành động này được thay đổi bằng việc Umbridge dùng Chân dược của giáo sư Severus Snape để bắt Cho khai ra địa điểm hoạt động. Hành động phản bội đó đã kích hoạt lời nguyền của Hermione lên những thành viên trong hội D.A. để đảm bảo họ sẽ giữ bí mật và kết quả là trên mặt Marietta xuất hiện dòng chữ "kẻ tố giác". Để tránh xảy ra việc Harry bị đuổi học, giáo sư Dumbledore, với trợ giúp của Kingsley Shacklebolt (một Thần Sáng và một thành viên của Hội Phượng hoàng), đã xác nhận rằng chính ông là người thành lập Hội để xây dựng một quân đoàn học sinh lật đổ Bộ. Trong suốt thời gian đối đầu với Bộ, dự định sẽ bắt ông, giáo sư đã trốn thoát, chế ngự Dolores Umbridge, Cornelius Fudge và một Thần Sáng khác tên là Dawlish. Giáo sư nói cho Harry, Marietta và giáo sư Minerva McGonagall rằng "Fudge rồi sẽ ước rằng ông ta chưa bao giờ đuổi tôi ra khỏi Hogwarts". Ý nghĩa của câu nói này vẫn còn rất mập mờ, vì Fudge đã bị sa thải vào năm sau vì sự hồi sinh của Chúa tể Voldemort đã lan truyền ra công chúng, và vì sự hành động sai lầm của ông trong tình huống đó: che giấu mọi người.
Mặc dù các thành viên trong hội đã ngừng gặp nhau sau sự kiện có người phản bội nhưng những học sinh vẫn giữ lại sử dụng những phép thuật phòng vệ được học, thậm chí ngay cả trong Bộ Pháp thuật. Sáu thành viên trong hội (Harry Potter, Ronald Weasley, Hermione Granger, Neville Longbottom, Ginny Weasley, Luna Lovegood) tham gia vào trận chiến với những Tử thần Thực tử tại Sở Bảo mật. Chỉ có Harry và Neville trụ lại khi kết thúc: Hermione bị trúng lời nguyền từ đối thủ Antonin Dolohov; Ron bị tấn công vì một đòn phép không rõ, sau đó còn bị những bộ não tập kích thêm lần nữa; Luna bị hạ gục; Ginny bị vỡ xương mắt cá chân, sau đó bị choáng váng. Neville bị đá vào mặt, gãy đũa thần nhưng vẫn sống sót. Cậu ta có thể phát điên nếu thành viên Hội Phượng hoàng không đến kịp lúc vì Bellatrix Lestrange dự định sẽ ra đòn đối với cậu giống như đã làm với cha mẹ cậu. Chỉ riêng ra Harry an toàn vì những Tử thần Thực tử muốn bảo vệ Quả cầu tiên tri mà cậu đang cầm. Nhưng mặc cho sự cố gắng, quả cầu vẫn bị hủy diệt trước khi bọn chúng biết được nó chứa gì bên trong. Không có thành viên nào phải mang vết thương vĩnh viễn nhưng có một sự mất mát về cái chết của Sirius Black, cha đỡ đầu của Harry.
Những thành viên khác trong Quân đoàn Dumbledore như Ernie Macmillan, Hannah Abbott, Susan Bones, Justin Finch-Fletchley, Anthony Goldstein, Terry Boot đã dùng những gì họ được học để nguyền rủa Draco Malfoy, Crabbe và Goyle khi bọn chúng định mai phục Harry trên tàu tốc hành Hogwarts vào cuối năm. Ba đứa học sinh nhà Slytherin đó giống như "ba con ốc sên trong bộ đồng phục học sinh" vì sức mạnh và ảnh hưởng lớn từ những câu thần chú được bắn ra.
Thành viên trong Hội không còn gặp nhau nữa từ phần sáu, Harry Potter và hoàng tử lai, vì họ đã có giáo sư Severus Snape dạy cho những phép thuật phòng vệ trong môn học, mặc dù Luna và Neville vẫn muốn tiếp tục những cuộc gặp. Khi những Tử thần Thực tử tấn công vào trường, Luna và Neville đã nhận được lời kêu gọi của Harry đến trợ giúp cậu và giáo sư Dumbledore, Hermione, Ron và Ginny.

### Tái lập và cuộc chiến cuối cùng
Trong phần bảy, Neville, Ginny và Luna trở lại trường Hogwarts và bắt đầu cho một kế hoạch bí mật chống đối những Tử thần Thực tử đang cai quản ngôi trường này. Đồng thời họ còn phục hồi và mở rộng phạm vi của Quân đoàn Dumbledore, thể hiện sự thách thức với những Tử thần Thực tử tại trường. Ví dụ có lần họ bí mật dán thông báo  "Quân đoàn Dumbledore vẫn tiếp tục bổ sung thành viên mới" lên trên tường khiến cho hai giáo sư và cũng là Tử thần Thực tử Alecto và Amycus Carrow phải tức điên lên.
Cuối cùng, Luna bị những Tử thần Thực tử bắt cóc để gây áp lực lên cha cô là Xenophilius Lovegood, Ginny phải rời khỏi trường và quyền kiểm soát chung của Hội được giao toàn bộ cho Neville. Theo cậu ta, đa số hoạt động của Hội bị tạm ngừng vì sự kiện Michael Corner bị tra tấn vì cố gắng cứu những học sinh năm thứ nhất bị trói (và Neville cũng không muốn thành viên nào bị thương nữa). Cũng cùng lúc, hai chị em Tử thần Thực tử nhà Carrow rất muốn trừng phạt Neville Longbottom vì sự chống đối của cậu. Để tránh đi, những thành viên trong hội sử dụng Căn phòng Yêu cầu làm căn cứ, và sử dụng lối đi bí mật đến quán rượu Cái Đầu Heo để tìm thức ăn. Theo Neville, Căn phòng Yêu cầu hoàn toàn an toàn đối với bên ngoài, rộng rãi, là nơi tốt để đại diện cho ba nhà Gryffindor, Ravenclaw và Hufflepuff. Lối đi từ trường Hogwarts vào Căn phòng Yêu cầu được đổi mỗi ngày nên rất khó để người lạ xâm phạm vào.
Thời gian sau, Harry đến Căn phòng Yêu cầu bằng lối đi bí mật từ quán rượu Cái Đầu Heo. Họ tìm thấy Neville bị thương và Seamus "thậm chí còn tệ hơn" (theo lời của Neville). Bộ ba Harry, Ron và Hermione gặp lại các bạn và các anh chị tại đây, thậm chí có những người đã ra trường. Harry hỏi Cho Chang và các thành viên nhà Ravenclaw về chiếc vương miện trí tuệ của Rowena Ravenclaw - một trong những Trường sinh Linh giá - và Luna Lovegood dẫn cậu đến phòng sinh hoạt của nhà Ravenclaw để tìm đầu mối. Harry đã gặp giáo sư Minerva McGonagall tại đây và thông báo cho bà biết rằng Voldemort đang trên đường đến trường Hogwarts. Những học sinh dưới tuổi yêu cầu, học sinh nhà Slytherin được sơ tán, ngôi trường nhanh chóng được chuẩn bị để trở thành chiến trường. Những thành viên trong Quân đoàn Dumbledore đóng vai trò bảo vệ trường, tạo cơ hội cho Harry đi tìm Trường sinh Linh giá bị mất, và hai người trong số đó đã hi sinh, là Fred Weasley và Colin Creevey.

## Thành viên
| Tên thành viên                    | Hoạt động                                         | Ghi chú |
| --------------------------------- | ------------------------------------------------- | --- |
| Harry Potter Gryffindor           | Cuộc chiến tại Bộ Pháp thuật, Cuộc chiến Hogwarts | (Đồng sáng lập/chỉ huy/giáo viên) — Liều tính mạng để tìm thanh gươm nhà Gryffindor, xác nhận sự hủy diệt chiếc vương miện của Rowena Ravenclaw. Trước khi thành lập hội đã phá huỷ được cuốn nhật ký của Tom Marvolo Riddle. Chiến thắng trong trận đấu cuối cùng với Chúa tể Voldemort. |
| Ronald Weasley Gryffindor         | Cuộc chiến tại Bộ Pháp thuật, Cuộc chiến Hogwarts | (Đồng sáng lập/phụ tá) — Phá hủy chiếc mề đay của Salazar Slytherin. Cùng Neville Longbottom hạ gục Fenrir Greyback trong cuộc chiến Hogwarts. |
| Hermione Granger Gryffindor       | Cuộc chiến tại Bộ Pháp thuật, Cuộc chiến Hogwarts | (Đồng sáng lập/phụ tá) — Phá hủy chiếc cúp của Helga Hufflepuff. Đưa cho mỗi thành viên của hội một đồng Galleon giả được phù phép Linh Động lên mỗi lần thông báo ngày gặp mặt của hội. Cùng Luna Lovegood và Ginny Weasley đấu với Bellatrix Lestrange trong cuộc chiến Hogwarts. |
| Neville Longbottom Gryffindor     | Cuộc chiến tại Bộ Pháp thuật, Cuộc chiến Hogwarts | (Thành viên tích cực/chỉ huy tạm thời) — Phục hồi và mở rộng tổ chức hội trong khi Harry, Ron và Hermione vắng mặt trong trường. Trở thành chỉ huy tạm thời và bị tra tấn vì hành động chống đối. Thách thức Voldemort và giết con rắn Nagini. Giúp Luna và Ginny lấy trộm thanh gươm nhà Gryffindor. Phá hủy cây cầu để tránh sự tấn công của Tử thần thực tử. Cùng Ronald Weasley hạ gục Fenrir Greyback trong cuộc chiến Hograrts. Tiêu hủy trường sinh linh giá cuối cùng của Tom Riddle - Nagini, bằng thanh kiếm Gryffindor. |
| Luna Lovegood Ravenclaw           | Cuộc chiến tại Bộ Pháp thuật, Cuộc chiến Hogwarts | (Thành viên tích cực/đồng chỉ huy tạm thời) — Phục hồi và mở rộng tổ chức hội trong khi Harry, Ron và Hermione vắng mặt trong trường. Giúp Neville và Ginny lấy trộm thanh gươm nhà Gryffindor. Bị bọn Tử thần Thực tử bắt cóc. Đánh bật Tử thần Thực tử Alecto trong phòng sinh hoạt chung của nhà Ravenclaw. Cùng Ernie và Seamus cứu Harry khỏi bọn giám ngục. Cùng Ginny Weasley và Hermione đấu với Bellatrix Lestrange trong cuộc chiến Hogwarts. |
| Ginny Weasley Gryffindor          | Cuộc chiến tại Bộ Pháp thuật, Cuộc chiến Hogwarts | (Thành viên tích cực/đồng chỉ huy tạm thời) — Phục hồi và mở rộng tổ chức hội trong khi Harry, Ron và Hermione vắng mặt trong trường. Giúp Neville và Luna lấy trộm thanh gươm nhà Gryffindor. Cùng Hermione Granger và Luna đấu với Bellatrix Lestrange trong cuộc chiến Hogwarts. |
| Cho Chang Ravenclaw               | Cuộc chiến Hogwarts                               | Đề nghị đặt tên hội là "Đội quân Dumbledore"viết tắt là D.A.(Dumbledore Army) |
| Hannah Abbott Hufflepuff          | Cuộc chiến Hogwarts                               | Cùng Fred Weasley và Lee Jordan kiểm tra những lối đi bí mật. Cùng chiến đấu với Seamus trong cuộc chiến Hogwarts. |
| Lavender Brown Gryffindor         | Cuộc chiến Hogwarts                               | Bị Fenrir Greyback làm bị thương trong cuộc chiến Hogwarts, được Hermione cứu nhưng vẫn không qua khỏi. |
| Katie Bell Gryffindor             | Cuộc chiến Hogwarts                               | |
| Susan Bones Hufflepuff            | Cuộc chiến Hogwarts                               | |
| Terry Boot Ravenclaw              | Cuộc chiến Hogwarts                               | |
| Michael Corner Ravenclaw          | Cuộc chiến Hogwarts                               | Cố gắng cứu những học sinh năm thứ nhất và bị tra tấn dã man. |
| Colin Creevey Gryffindor          | Cuộc chiến Hogwarts                               | Dưới tuổi quy định nhưng vẫn phá bỏ quy định sơ tán, trở lại tham gia cuộc chiến Hogwarts.Hy sinh khi đang chiến đấu ở ngoài sân trường. |
| Dennis Creevey Gryffindor         | Không rõ                                          | |
| Marietta Edgecombe Ravenclaw      | Không tham gia                                    | Bán đứng hội cho Dolores Umbridge. |
| Justin Finch-Fletchley Hufflepuff | Cuộc chiến Hogwarts                               | |
| Anthony Goldstein Ravenclaw       | Cuộc chiến Hogwarts                               | |
| Angelina Johnson Gryffindor       | Cuộc chiến Hogwarts                               | |
| Lee Jordan Gryffindor             | Cuộc chiến Hogwarts                               | Cùng Fred Weasley và Hannah Abott kiểm tra những lối đi bí mật. Cùng Geogre Weasley hạ gục Tử thần Thực tử Yaxley trong cuộc chiến Hogwarts. |
| Ernie Macmillan Hufflepuff        | Cuộc chiến Hogwarts                               | Cùng Luna và Seamus giải cứu Harry khỏi bọn giám ngục bằng bùa Thần hộ mệnh. |
| Padma Patil Ravenclaw             | Cuộc chiến Hogwarts                               | |
| Parvati Patil Gryffindor          | Cuộc chiến Hogwarts                               | Tấn công Tử thần Thực tử Antonin Dolohov bằng lời nguyền Trói toàn thân. |
| Alicia Spinnet Gryffindor         | Cuộc chiến Hogwarts                               | Alicia Spinnet lần đầu tiên tham gia đội Quiddtich của Gryffindor dưới vai trò dự bị, vào đội hình chính thức trong năm tiếp theo (năm học đầu tiên của Harry). Cô thường chơi ở vị trí Truy thủ, thực hiện các quả phạt khi đối phương phạm lỗi. Trong năm học thứ 7, cô bị nguyền bởi Thủ môn Slytherin là Miles Bletchley ở thư viện trước trận đấu của 2 nhà Gryffindor-Slytherin, khiến lông mày của cô bị dài ra quá khổ, che hết khuôn mặt; Snape đã cố tình bỏ qua sự làm chứng của 14 nhân chứng, mà lấp liếm bằng cách cho rằng cô đã tự phù phép mình bằng phép Dày-tóc. Alicia gia nhập D.A. vào năm học cuối, ra trường trong tập thứ 6 nên không xuất hiện, nhưng đã quay trở lại trong trận chiến Hogwarts. Alicia được đóng bởi Leilah Sutherland trong tập Hòn đá Phù Thủy, và bởi Rochelle Doughlas trong tập Phòng chứa bí mật. |
| Dean Thomas Gryffindor            | Cuộc chiến Hogwarts                               | Hạ gục một Tử thần Thực tử không rõ tên, sau đó được Parvati Patil dùng lời nguyền Trói toàn thân để cứu khỏi Dolohov. |
| Fred Weasley Gryffindor           | Cuộc chiến Hogwarts                               | Cùng Lee Jordan và Hannah Abott kiểm tra những lối đi bí mật.Hy sinh khi đang chiến đấu cùng với Harry, Ron, Hermione và Percy. Hy sinh trong trận chiến Hogwarts. |
| George Weasley Gryffindor         | Cuộc chiến Hogwarts                               | Cùng Lee Jordan hạ gục Tử thần Thực tử Yaxley. |
| Seamus Finnigan Gryffindor        | Cuộc chiến Hogwarts                               | Gia nhập muộn vì có mâu thuẫn với Harry trước đó. Là một trong số những học sinh bị tra tấn trong suốt cuộc chống đối tại Hogwarts. Đặt bom trong cầu cùng Nevile, cùng Luna và Ernie cứu Harry khỏi bọn giám ngục và cùng Hanah tấn công trong cuộc chiến Hogwarts. |
| Zacharias Smith Hufflepuff        | Không tham gia                                    | Thành viên ban đầu, nhưng luôn tỏ vẻ khinh miệt. Chạy trốn trước khi cuộc chiến Hogwarts xảy ra. |

## Thành viên đáng chú ý

### Fred và George Weasley

Hai diễn viên James và Oliver Phelps trong vai Fred và George Weasley

Fred và George Weasley là hai nhân vật song sinh hư cấu trong bộ truyện Harry Potter của nhà văn J. K. Rowling. Họ xuất hiện lần đầu tiên trong Harry Potter và hòn đá phù thủy. Trong phim, nhân vật Fred và George Weasley do hai anh em diễn viên song sinh ngoài đời James và Oliver Phelps thủ vai. Trong khi hai diễn viên nhà Phelps cao lêu nghêu thì trong truyện lại tả hai nhân vật Fred và George thấp và chắc khỏe. Hai diễn viên không có mái tóc đỏ tự nhiên như trong truyện và họ bắt buộc phải nhuộm tóc. Fred và George Weasley là học sinh của trường Hogwarts từ năm 1989 đến năm 1996. Họ đã từng cứu thoát và đưa Harry sang trang trại Hang Sóc của nhà Weasley. Vì lý do Dolores Umbridge không giảng dạy nhiệt tình, cũng như Chúa tể Voldemort đe doạ tấn công Hogwarts, hai người đã gia nhập Quân đoàn Dumbledore để đối phó với tình hình này. Sau này Fred bị 1 tên Tử thần Thực tử giết chết trong cuộc hỗn chiến ở lâu đài Hogwarts.
Fred và George Weasley (sinh ngày 1 tháng 4 năm 1978) là con của Arthur và Molly Weasley, thuộc dòng họ phù thủy thuần chủng nổi tiếng Weasley. Họ có những người anh là Bill, Charlie, Percy và em gồm Ron và cô em út Ginny. Cả hai sinh vào ngày Cá Tháng Tư 1 tháng 4 năm 1978, có mái tóc đỏ truyền thống của gia đình, rất cao. Họ có những điểm giống với hai anh em sinh đôi Fabian và Gideon Prewett, những người em trai của mẹ họ, Molly Weasley. Giống những người cậu của mình, họ cũng chiến đấu chống lại Chúa tể Voldemort, nhưng hai người cậu đều chết trong thời kì đầu tiên trong khi trận chiến ở Hogwarts, chỉ có Fred hi sinh.
Cả hai người đều hài hước, thích quậy phá nên là những người thường xuyên tạo ra nhiều rắc rối. Bạn thân nhất của cả hai người là Lee Jordan - bạn cùng lớp, cùng giúp sức trong những trò quậy phá. Hai người cũng là những người bạn tốt của Harry Potter, cùng chơi chung trong đội Quidditch của nhà Gryffindor. Và họ coi Harry giống như em trai mình, Ron. Chính hai người trong phần ba, Harry Potter và tên tù nhân ngục Azkaban, là người cho Harry tấm bản đồ Đạo tặc và trong phần sáu, Harry Potter và hoàng tử lai, họ cho phép Harry lấy miễn phí bất cứ thứ gì từ tiệm của họ trong khi Ron phải trả tiền cho một gói hàng (có thể do Harry là người bỏ tiền ra chi cho việc mở tiệm nên hành động này xem như một sự hoàn trả những gì mà hai anh em nợ cậu). Ngoài ra, hai anh em cũng khá nổi tiếng, được nhiều học sinh nhà khác cũng như nhiều giáo viên biết đến.
Fred và George Weasley đã cùng nhau phát triển một đường dây buôn bán các món hàng ma thuật (chủ yếu là để bông đùa). Họ đã hy vọng có thể bán những món hàng này thông qua cửa hàng Phù Thủy Quỷ Quái (Weasleys' Wizard Wheezes) sau khi họ ra trường. Hai anh em đã làm nhiều đơn đặt hàng từ mùa hè trước khi vào năm học thứ sáu của họ ở trường Hogwarts và mong muốn có thể bán được nhiều hàng cho các bạn trong trường. Thế nhưng mẹ của họ, Molly Weasley, luôn luôn nổi cáu vì mấy thứ đũa phép giả, kẹo bơ lưỡi phù, và các loại thử nghiệm khác của hai anh em, hoàn toàn không đồng ý và phẫn nộ trước việc này nên đã bắt họ bỏ hết mấy mẫu đơn. Dù vậy, họ vẫn không hề nản lòng và ở hôm diễn ra kỳ Quidditch Thế giới, hai anh em đã thực sự gây ấn tượng với ông Ludo Bagman, thủ trưởng bộ Thể dục thể thao phù thủy, bằng cây đũa phép giả.
Đến cuối năm học thứ sáu của họ (năm thứ tư của Harry Potter), Harry đã tặng cho hai anh em số tiền 1000 galleons mà cậu thắng được từ cuộc thi Tam Pháp thuật. Hai người đã dùng số tiền đó để làm vốn xây dựng nên Tiệm Phủ Thủy Quỷ Quái. 
Trong năm học thứ bảy, Fred và George đã thử thuê các học sinh cùng trường để làm người thử nghiệm các món hàng của mình (hai người họ cũng là những người đầu tiên thử nghiệm chúng), nhưng bị Hermione Granger ngăn chặn. Cũng trong năm này, thay vì chuyên tâm học tập cho kỳ thi Kiểm tra Pháp thuật Tận sức (Nastily Exhausted Wizarding Test), họ lại tập trung vào việc kinh doanh của mình nên cũng đã xây dựng được cơ sở làm ăn sau này. Ban đầu, hai anh em muốn thực hiện kinh doanh qua dịch vụ giao hàng bằng thư cú, nhưng họ đã đạt được nhiều triển vọng trong năm cuối cùng ở trường Hogwarts do quá chán ghét chế độ cai trị của hiệu trưởng mới của trường mà 2 anh em họ đã bỏ trường, tới Hẻm Xéo và lập ra 1 tiệm kinh doanh riêng mang tên Phù Thủy Quỷ Quái của Weasley, tiệm giỡn này của họ đã rất ăn nên làm ra. Có rất nhiều sản phẩm trong cửa tiệm, ví dụ:
- Quà Vặt Cúp Cua: giúp người ăn nghỉ học trong những ngày không thích học, loại này có ba món là Kẹo Ốm, Kẹo Ói, Kẹo Nuga-sặc-máu-mũi.
- Pháo Nổ Đùng Vèo Cháy Kịch Liệt: là thứ mà hai anh em dùng để phá lớp học của Dolores Umbridge trong phần 5.
- Pháo Đánh Lạc Hướng: khi muốn đánh lạc hướng người nào thì thả pháo ra nó sẽ chạy xa rồi nổ.
- Con Bông Thoa Lùn: Nó được Ginny lấy trong tiệm ở phần 6.

### Ginny Weasley

Diễn viên Bonnie Wright trong vai Ginny Weasley

Ginevra Molly Weasley (tên thường gọi là Ginny Weasley), tên sau khi lấy chồng là Ginevra Potter là một nhân vật hư cấu trong bộ truyện Harry Potter của nữ nhà văn Anh Quốc J. K. Rowling. Cô xuất hiện lần đầu tiên trong Harry Potter và hòn đá phù thủy.
Ginny Weasley sinh ngày 11 tháng 8 năm 1981. Cô được miêu tả như một cô bé có vóc dáng nhỏ, đôi mắt màu nâu sáng giống mẹ, mái tóc dài màu đỏ rực -truyền thống của gia đình Weasley, thường được cột cao lên, trông giống như chiếc bờm. Điều này có vẻ thích hợp với biểu tượng của nhà Gryffindor là một con sư tử. Ginny rất xinh đẹp và thu hút được nhiều sự chú ý của các nam sinh trường Hogwarts từ khi mới bắt đầu nhập học. 
J. K Rowling nói rằng nhận vật Ginny có cá tính khá mạnh mẽ, cứng cỏi nhưng cũng rất thân thiện và có lòng thương người. Đôi khi, cô rất nóng tính và tỏ ra khá tàn nhẫn khi nóng giận mặc dù có suy nghĩ và dễ mến. 
Cô là một trong số ít những người giống như Harry Potter: dũng cảm, gan dạ và là người duy nhất trong gia đình Weasley dám gọi thẳng tên của Voldemort mà không hề sợ hãi. Ginny Weasley được xếp vào nhà Gryffindor theo đúng truyền thống của gia đình. 
Môn học giỏi nhất của cô là Bùa chú và cô được cho là một phù thủy có tài năng. Ginny cũng chơi Quidditch rất giỏi. Cô đã từng là Tầm thủ của đội Quiddich nhà Gryffindor năm 1995-1996 và chơi thay cho Harry khi Harry bị Dolores Umbridge cấm túc. Ngoài ra, cô cũng giữ vị trí Truy thủ năm 1996-1997. Ginny là em gái của Ron Weasley, em út và là người con gái duy nhất trong số bảy đứa con của gia đình nhà Weasley, kém Harry một tuổi và là vợ của Harry Potter sau này. Đồng thời, cô cũng là người con gái duy nhất của nhà Weasley sau nhiều thế hệ.
Thần hộ mệnh của Ginny Weasley là một con ngựa. Thần hộ mệnh của Ginny là con ngựa chỉ xuất hiện trong phim và sau này tác giả Rowling đã xác nhận việc này.
Trong tiếng Ý, Ginevra là tên của người vợ của vua Arthur (Guinevere trong tiếng Anh và tiếng Đức, Guenièvre trong tiếng Pháp, Ginevra trong tiếng Ý...). Ginevra cũng là tên tiếng Ý của thành phố Genève (Thụy Sĩ) mang nghĩa là "người công bằng".
Vai trò
Ginny là cô bé gốc phù thủy đầu tiên mà Harry gặp, cô chỉ xuất hiện hai lần trong phần một. Lần thứ nhất tại sân ga Ngã Tư Vua, lúc đó Harry và anh trai cô là Ronald Weasley đang chuẩn bị lên tàu tốc hành đến Hogwarts. Cô đã xin mẹ cho mình đi học cùng anh nhưng bà mẹ không cho, bảo là chưa đủ tuổi. Khi tàu bắt đầu chạy, Harry thấy cô đuổi theo, cô khóc khi tàu ra khỏi ga. Một sự xuất hiện nhỏ khi cuối năm học, Harry trở về từ Hogwarts, cô tỏ ra rất thích thú khi thoáng bắt gặp cậu. 
Bắt đầu năm học thứ nhất của mình tại Trường Phù thủy và Pháp sư Hogwarts, Ginny cùng ở trên chuyến tàu với Harry và anh trai Ronald Weasley. Cô được xếp vào nhà Gryffindor giống như những người anh của cô. Vô tình sở hữu một cuốn nhật ký kỳ lạ (thực chất là cuốn nhật ký Hắc Ám mà Tom Marvolo Riddle dùng để dụ dỗ người khác), cô đã trút vào đấy những suy nghĩ và cảm xúc của mình (kể cả tình cảm với Harry) mà không biết rằng nó có chứa ký ức của Voldemort. Cô đã bị Voldemort lợi dụng để tấn công những học sinh gốc Muggle trong trường. Sau khi Ginny kể cho Tom (ký ức trong cuốn sách) nghe câu chuyện về sự sống sót của Harry và sự biến mất của Voldemort, Tom Riddle đổi kế hoạch, giúp cô mở Phòng chứa Bí mật với mục đích giết cô và chiếm lấy cuộc sống của cô. Xa hơn nữa, Tom biết tính cách anh hùng của Harry nên muốn dụ cậu vào theo rồi giết cả hai. Nhưng Harry, với sự giúp đỡ của con chim phượng hoàng Fawkes cùng chiếc Nón Phân loại, cậu đã tiêu diệt được con Tử xà Basilisk, phá hủy cuốn nhật ký ma quái ấy và cứu sống cô. Cô bé rất ngưỡng mộ Harry. 
Tập 4, Trong buổi dạ vũ tại cuộc thi Tam Pháp Thuật, Neville Longbottom mời cô làm bạn nhảy, nhưng chưa bao giờ Ginny thật sự là bạn gái của Neville. Cô nhận lời chỉ vì cô mến anh ta và cũng không còn ai khác. 
Tập 5, cô tham gia vào Quân đoàn Dumbledore. Cô là bạn thân của Hermione Granger. Cô đã chơi thay Harry trong vị trí Tầm thủ khi Harry bị cấm túc.
Cô không xuất hiện nhiều trong tập 6 nhưng cô đã có cuộc tranh cãi với anh trai của mình - Ron Weasley vì cô hôn anh chàng cùng ký túc xá của Ron - Dean Thomas. Trong năm này, Ginny trở thành bạn gái của Harry Potter, nhân vật chính trong bộ truyện và là thành viên không thể thiếu của đội quiddich nhà Gryffindor. 
Tập 7, Harry và Ginny gần như chia tay khi Harry có ý định sẽ đi tìm các Trường sinh linh giá. Tuy nhiên, ngay lúc Harry định nói lời chia tay thì Ron Weasley mở cửa phòng và chạy xộc vào. Trong trận chiến Hogwarts, cô đã rất muốn tham gia, nhưng bị ngăn cản. Trong trận đấu cuối cùng, cô cùng Hermione Granger, Luna Lovegood sinh tử với Bellatrix Lestrange, cô suýt bị giết chết bởi người đàn bà này. Mẹ cô là Molly Weasley vào cuộc sau đó và giết chết Bellatrix.
19 năm sau sự kiện trong Harry Potter và bảo bối tử thần, Ginny kết hôn với Harry Potter và có ba người con là James Sirius Potter, Albus Severus Potter và Lily Luna Potter. Sau khi tốt nghiệp, kết thúc bảy năm học tại Hogwarts, cô chơi cho đội Quidditch Holyhead Harpies và đạt được nhiều thành công. Vài năm sau, cô giải nghệ và trở thành phóng viên trang Quidditch cho Nhật báo Tiên tri.

### Cho Chang
Cho Chang là một nhân vật hư cấu trong bộ truyện Harry Potter của nữ nhà văn Anh Quốc J. K. Rowling. Cô là nữ sinh nhà Ravenclaw, hơn Harry một năm. Cô xuất hiện lần đầu tiên trong Harry Potter và tên tù nhân ngục Azkaban. Trong loạt phim phỏng theo bộ truyện này, diễn viên Katie Leung thủ vai Cho Chang. Thần Hộ mệnh của Cho Chang là một con thiên nga. Được miêu tả là một cô gái thấp, "rất xinh xắn" với mái tóc dài đen bóng, Cho Chang thường hay đi cùng với nhóm bạn nữ của mình. Cô còn là Tầm thủ của đội Quidditch của nhà Ravenclaw (1993) và đội Quidditch chuyên nghiệp mà cô yêu thích là Tutshill Tornados. Cô nổi tiếng như là mối tình đầu của Harry Potter, là bạn gái đầu tiên, chia sẻ nụ hôn đầu tiên với cậu và cũng là sự tan vỡ tình cảm đầu tiên trong đời Harry.
Vai trò
Tập 3, đây là năm đầu tiên Cho và Harry gặp nhau. Lúc này, Cho đang chơi cho đội Quidditch của nhà Ravenclaw với vị trí là một Tầm thủ giống như Harry. Harry đã để ý đến vẻ đẹp của cô và điều đó khiến lòng cậu xôn xao. Sự tác động duy nhất giữa họ với nhau trong tập này là việc Cho chúc Harry may mắn trong trận đấu gặp nhà Slytherin. Trong năm thứ 4, việc Harry muốn chinh phục Cho càng tiến triển rõ hơn. Harry đã mời Cho đến buổi dạ vũ đêm Giáng sinh. Tuy nhiên, Cedric Diggory - một quán quân khác của Hogwarts - đã mời trước và Cho đã đồng ý trở thành bạn nhảy cũng như là bạn gái của anh ta. Dù vậy, Cho vẫn có mối quan hệ tốt đẹp với Harry bằng việc từ chối đeo huy hiệu của Draco Malfoy ("Ủng hộ Cedric Diggory/Potter thúi hoắc"). Điều này khiến Harry rất vui. Trong thử thách thứ hai của cuộc thi Tam pháp thuật, Cho cùng với Ronald Weasley, Hermione Granger và Gabrielle Delacour bị phù phép ngủ để trở thành mục tiêu dưới nước cho các quán quân đến cứu. Cedric Diggory cứu cô. Hai người trở thành một cặp đôi nổi tiếng trong trường. Vì thế cái chết của Cedric trong thử thách thứ ba gây cho cô một cú sốc lớn. Kể từ đó, cô thường khóc mà không có lý do. Sang năm thứ năm, Cho vẫn còn chìm trong nỗi buồn nhưng bắt đầu có cảm tình với Harry. Cô gia nhập Quân đoàn Dumbledore cùng với người bạn Marietta Edgecombe vì muốn chống lại Voldemort sau cái chết của người yêu cũ. Cô là người đề nghị chữ viết tắt của hội (D.A.). Cho khá tệ khi luyện tập đòn Giải giới. Cô nói rằng cô chưa bao giờ tập đòn phép tấn công trước đó, rằng Harry là một giáo viên rất tốt và hôn cậu trong buổi tập cuối trước kì Giáng sinh của hội. Nhưng cô lại là một trong những thành viên luyện nhanh nhất bùa Thần Hộ mệnh, một con thiên nga. Cho có buổi hẹn hò với Harry vào ngày lễ Tình nhân nhưng theo lời Harry thì nó là "một sự thất bại hoàn toàn". Về sau, tình cảm giữa Cho và Harry tan vỡ vì Mariette đã bán đứng hội cho Dolores Umbridge. Cho tìm đến Harry và nài nỉ cho trường hợp của Mariette, cãi rằng sự phản bội là một điều không thể cưỡng lại. Nhưng Harry cho rằng lòng trung thành và giữ lời mới là điều quan trọng, Ron cũng đã từng giống như Mariette nhưng vẫn giữ lòng trung thành. Cho nghĩ rằng Harry thích Hermione. Cuộc tình giữa hai người kết thúc. Dù sao trong năm học này 2 người cũng đã hôn nhau. Cảnh này đã làm cho cặp đôi Daniel Radcliffe và Katie Leung gặp rất nhiều vướng mắc khi diễn. Sau khi chia tay, Cho hẹn hò với người bạn cùng nhà Ravenclaw là Michael Corner, sau khi Ginny Weasley bỏ cậu ta. Tập cuối, Cho Chang tiếp tục ủng hộ Harry Potter trong cuộc chiến Hogwarts. Đoạn cuối, Cho ngỏ ý muốn đưa Harry tới Phòng sinh hoạt chung nhà Ravenclaw, tuy nhiên Harry không đồng ý sau câu nói khá gay gắt của Ginny. Cuối cùng Harry đi cùng Luna Lovegood, điều này làm Cho khá thất vọng. Sau này, Cho đã kết hôn với một người gốc Muggle vì cô không muốn dính dáng đến phép thuật.

### Neville Longbottom
Neville Longbottom là một nhân vật hư cấu trong bộ truyện Harry Potter của nữ nhà văn Anh Quốc J. K. Rowling. Cũng có lúc tác giả Rowling định đặt tên cho cậu là Neville Pupp. Cậu xuất hiện lần đầu tiên trong Harry Potter và hòn đá phù thủy. Trong loạt phim phỏng theo bộ truyện này, diễn viên Matthew Lewis thủ vai Neville Longbottom. Neville sinh ngày 30 tháng 7 năm 1980, một ngày trước ngày sinh của Harry Potter. Cậu có khuôn mặt tròn, thân hình thấp, mập mạp, mũm mĩm với mái tóc màu nâu sáng và là học sinh nhà Gryffindor cùng năm với Harry. Neville có tính đãng trí, nhút nhát nhưng thật thà. Tuy nhiên chính tính đãng trí của cậu đã làm cho tình thế truyện thường xuyên bị đảo lộn (đặc biệt ở trong tập 1). Cậu cũng là người thừa kế cuối cùng của một trong số ít những dòng họ phù thủy thuần chủng nổi tiếng, Longbottom. Con vật cưng của cậu là con cóc Trevor.
Cha mẹ Neville là hai Thần Sáng xuất chúng, thành viên của Hội Phượng hoàng: Frank Longbottom và Alice Longbottom. Họ đã từng tham gia chiến đấu trong suốt thời đại hùng mạnh của Chúa tể Voldemort trước kia, ba lần thách thức hắn và vẫn sống sót (giống trường hợp của James Potter và Lily Potter). Cả hai bị Bellatrix và Barty (con) tra tấn đến phát điên, phải vào bệnh viện St. Mungo điều trị. Harry đã gặp họ vào ngày đi thăm ông Arthur Weasley vào năm cậu 15 tuổi. Neville sống với bà nội là Augusta Longbottom. Ngoài ra, cậu có những người thân khác như cậu cả Algie - người mua cho Neville con Trevor và dì cả Enid. Trong truyện cũng nói rằng cậu rất sợ bà mình vì bà là một người nghiêm khắc, lại theo chủ nghĩa hoàn hảo. Tuy nhiên cậu cũng rất thương yêu bà, từ chối việc biến Ông Kẹ thành bà của mình (bùa Riddikulus) trong giờ học của thầy Remus Lupin. Bà muốn cậu đi theo con đường của cha mẹ ngày trước, không quan tâm đến mơ ước cũng như sở trường của cậu. Khi Neville nói với giáo sư Minerva McGonagall rằng bà cậu cảm thấy Bùa chú không phải là môn học tốt, Giáo sư đã nói rằng "Đây là lúc tốt nhất để bà con biết rằng bà ấy nên tự hào khi có đứa cháu như con, hơn là nghĩ về đứa cháu bà ấy nên có." và "Chỉ vì Augusta đã thi trượt môn Bùa chú trong kì thi O.W.L không có nghĩa là môn đó hoàn toàn không có giá trị". Neville có nhiều điểm tương đồng với Harry Potter: sinh vào cuối tháng 7, có bố mẹ 3 lần thách thức Voldemort. Chính điều này đã làm cho Lời Nguyền Tiên Tri của bà Trelawney có nhiều sự lựa chọn.
Vai trò
Tại sân ga 9 ¾ cũng như trên tàu, mọi người chỉ biết đến Neville như "thằng bé hay bị mất cóc" vì cậu đã để mất con thú cưng của mình rất nhiều lần. Cậu khá tệ trong nhiều môn, đặc biệt là môn Độc dược, nhưng cũng có môn cậu tỏ ra rất giỏi là môn Thảo dược học. Neville cùng chung phòng sinh hoạt với Harry Potter, Ronald Weasley, Seamus Finnigan và Dean Thomas. Cậu được người bà tặng cho quả cầu Gợi Nhớ khi đang ở trường. Nhưng trong buổi học bay, cậu không điều khiển được chổi, khiến nó tự động bay lên và làm cậu té gãy tay. Quả cầu rơi ra, bị Draco Malfoy lấy được nhưng may mắn là Harry đã lấy lại đã trả về cho cậu. Khi bộ ba Harry, Ron và Hermione định trốn đi vào ban đêm với mục đích bảo vệ Hòn đá Phù thủy, cậu đã ngăn cản vì cho rằng làm như thế sẽ khiến cho nhà Gryffindor càng mất điểm nhiều hơn. Nhưng kết quả là cậu bị Hermione hạ gục với lý do bất đắc dĩ. Tuy nhiên, đến cuối năm, hành động "dám chống lại cả bạn bè vì mục đích tốt" của cậu đã được giáo sư Albus Dumbledore tuyên dương và 10 điểm cuối cùng mà giáo sư dành cho cậu đã giúp cho nhà Gryffindor giành cúp nhà năm ấy. Neville tiết lộ rằng ngày còn nhỏ, những người bà con của cậu đã từng xem cậu như là một Squib vì đã không thể hiện được khả năng phép thuật cho đến khi gần hết thời thơ ấu. Nhưng dù sao, trong suốt bảy năm học, cậu cũng đã thể hiện mình là một phù thủy dũng cảm, mạnh mẽ và rất có tiềm năng.
Tập 4, trong tiết học Phòng Chống Nghệ thuật Hắc Ám của giáo sư Alastor Moody, học sinh được học về "Những lời nguyền Không thể tha thứ" và cách chống lại nó. Khi biết đến Neville, giáo sư đã cho cậu xem cách sử dụng Lời nguyền Tra tấn (The Cruciatus Curse) lên con nhện. Do bị ảnh hưởng rất sâu đậm về việc cha mẹ cậu bị phát điên vì lời nguyền này, cậu đã phản ứng rất dữ dội khi xem chúng, mặc dù cậu đã cố gắng giữ nó trong lòng như một điều bí mật. Trong phim phần bốn, Neville thay thế vai trò của con gia tinh Dobby trong truyện, là người đưa cho Harry cây cỏ đinh hương để biến thành người cá, giúp cho cậu hoàn thành thử thách thứ hai trong cuộc thi Tam phép thuật. Tập 5, Neville tham gia Đoàn quân Dumbledore, lớp học Phòng chống Nghệ thuật Hắc ám bí mật do Harry giảng dạy. Cũng trong tập truyện này, lần đầu tiên Harry và các bạn mình gặp bà nội và cha mẹ Neville tại Bệnh viện Thánh Mungo. Bà Longbottom tức giận vì Neville thay vì tự hào đã cảm thấy xấu hổ mà không kể về cha mẹ mình cho bạn bè nghe. Bà Alice Longbottom, mẹ Neville đưa cho cậu một vỏ kẹo cao su như món quà tặng Giáng sinh. Mặc dù bà nội bảo quăng nó vào thùng rác vì cho tới nay Alice đã cho con trai mình đủ vỏ kẹo để dán kín vách phòng cậu rồi, Neville vẫn nhét cái vỏ ấy vào túi áo. Neville cũng tham gia trận chiến với các Tử thần Thực tử tại Bộ Pháp thuật cùng Harry và nhóm bạn, bị Bellatrix tra tấn để ép Harry giao nộp Trái cầu Tiên tri nhưng vẫn cương quyết bảo Harry đừng làm như vậy. Sau đó trái cầu bị vỡ khi rơi ra từ túi áo choàng rách của Neville trong lúc hỗn loạn. Chương 37 tiết lộ rằng lời tiên tri về kẻ có khả năng đánh bại Voldemort có thể ứng nghiệm lên 2 đứa trẻ là Harry và Neville.  Neville kháng cự kịch liệt với các Tử thần Thực tử làm giáo sư Hogwarts. Cả năm học, cậu bị thương khá nặng nề và cơ bản lên đứng đầu các học sinh chân chính theo phe Harry tại Hogwarts. Đến cuối tập truyện, cậu đã giết chết con rắn Nagini (vốn cũng là một Trường Sinh Linh Giá) bằng thanh gươm của Godric Gryffindor. 19 năm sau, Neviile trước đây đã làm Thần sáng trong Bộ Pháp Thuật. Sau này, ông đã làm Giảo sư Thảo Dược Học trong Hogwarts.

### Luna Lovegood

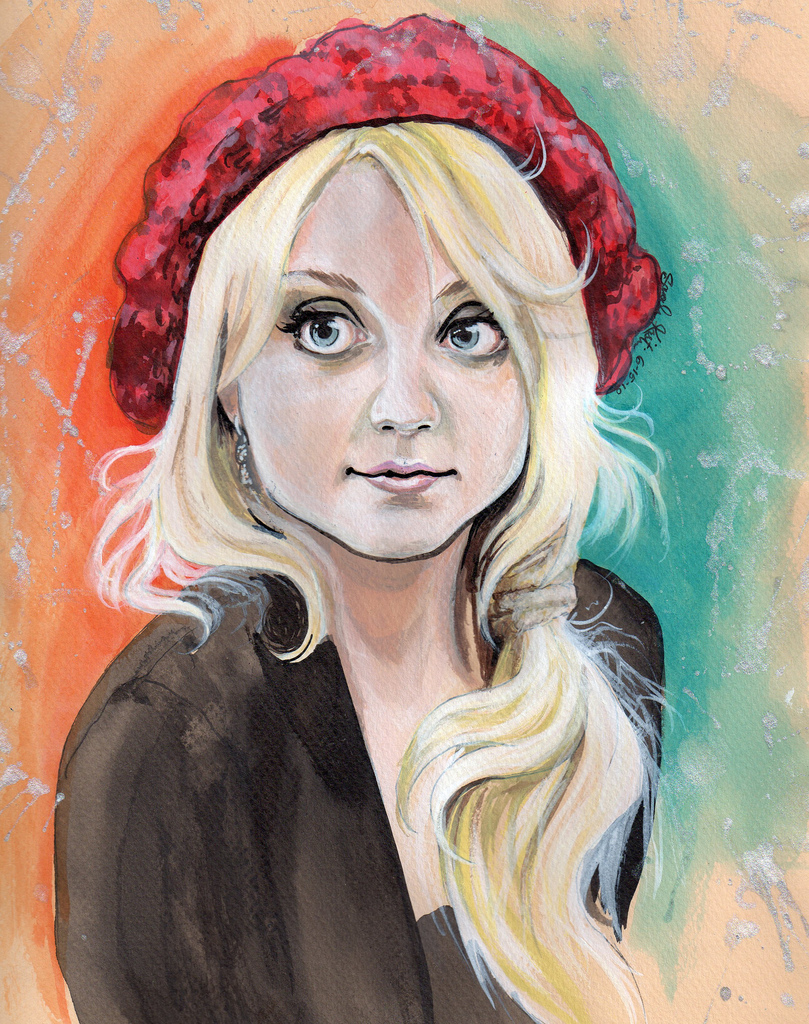

Luna Lovegood là một nhân vật hư cấu trong bộ truyện Harry Potter của nữ nhà văn Anh Quốc J. K. Rowling. Cô xuất hiện lần đầu tiên trong Harry Potter và hội Phượng hoàng. Trong loạt phim phỏng theo bộ truyện này, diễn viên Evanna Lynch thủ vai Luna Lovegood sau khi vượt qua 15000 ứng cử viên tham dự tuyển chọn diễn viên này. Nhà văn Rowling cũng như những người hâm mộ và các nhà phê bình đã có lời khen cho vai diễn này, "một vai diễn hoàn hảo". Evanna đã phải tẩy trắng để mái tóc có được màu vàng hoe. Thần Hộ mệnh của Luna Lovegood là một con thỏ rừng.
Luna sinh ngày 13 tháng 2 năm 1981. Luna được miêu tả với mái tóc màu vàng hoe dài ngang thắt lưng khá lù xù, đôi mắt màu xám bạc và đôi lông mày mảnh dẻ. Cô còn đeo đôi bông tai hình củ cải màu cam, bên tai trái giắt chiếc đũa thần như một nơi bảo vệ và đeo một sợi dây chuyền làm từ những nút chai bia bơ. Trước đây, Luna được những người xung quanh cho là hơi lập dị và ngớ ngẩn. Nhà văn Rowling nói rằng Hermione Granger và Luna là "sự đối lập". Luna tin mọi thứ chỉ bằng niềm tin và lời hứa, trong khi đó Hermione lại xét đoán thông qua sự thật và tính khoa học hợp lý. Hermione đã nhiều lần thuyết phục cô từ bỏ những suy nghĩ đó, nhưng chưa lần nào thành công. Không có ý kiến cho rằng Luna không thông minh, nhưng thay vào đó, vì là học sinh nhà Ravenclaw nên cô có một niềm tin rằng "trí tuệ hơn hẳn cả những kho báu tuyệt nhất của con người". Hermione trông cô lúc nào cũng liến thoắng, trái lại cô trông Hermione thật là cạn ý. Mặc dù có vẻ hiềm khích thế nhưng trong một số cảnh, Luna lại an ủi Hermione khi Ronald Weasley nhạo báng cô ấy, trong phần sáu Harry Potter và hoàng tử lai.
Cả bố và mẹ của Luna đều là dân phù thủy. Người cha Xenophilius Lovegood là chủ bút của Tờ báo Kẻ Lý Sự, một tờ tạp chí mà theo cô là luôn xuất bản "những cậu chuyện quan trọng mà bố cô nghĩ rằng cộng đồng cần phải biết". Còn người mẹ, theo cô là một nữ phù thủy khác thường đã qua đời trong một cuộc thử nghiệm thần chú mới bị thất bại khi cô mới lên chín tuổi. Luna chưa bao giờ nói rằng cô có anh chị em hay không. 19 năm sau sự kiện "đại chiến Hogwarts", cô lấy Rolf Scamander, cháu của nhà sinh vật huyền bí Newt Scamander và có 2 người con. Gia đình Lovegood sống ở Ottery St.Catchpole, một ngôi làng nhỏ gần bờ biển phía nam Anh Quốc.
Vai trò
Tập 5, Luna Lovegood lần đầu tiên gặp Harry Potter, Ronald Weasley, Hermione Granger và Neville Longbottom khi họ cùng trên một toa tàu đến trường Hogwarts. Ginny Weasley đã kể với mọi người rằng Luna là bạn học cùng năm với cô, thuộc nhà Ravenclaw. Sau đó, cô hết mình ủng hộ Harry Potter trong việc thành lập và phát triển Quân đoàn Dumbledore (Dumbledore's Army). Harry đã hướng dẫn cô thực hành bùa gọi Thần Hộ mệnh. Cuối cùng, cô cùng tất cả đột nhập vào Bộ Pháp thuật. Tập 6, Luna cùng Harry đến dự Vũ hội Giáng sinh ở văn phòng giáo sư Slughorn và có tham gia một cuộc chiến nhỏ ở cuối truyện. Tập cuối, Luna bị bọn Tử thần Thực tử bắt đi làm con tin. Ông Xenophilius Lovegood đau khổ và lừa Ron, Harry và Hermione cho bọn họ nhưng không thành. Ở nhà Lovegood, Harry, Ron và Hermione được xem phòng của cô, và rất cảm động về những tấm hình của họ cô để trên trần nhà. Cuối cùng, họ cũng gặp lại được Luna tại Phủ Malfoy cùng ông Ollivanders. Sau khi thoát khỏi đó, Luna hết sức ủng hộ Harry và giúp cậu đi vào nhà Ravenclaw. Kết thúc trận chiến Hogwarts, cô giúp Harry đánh lạc hướng mọi người để Harry nghỉ ngơi sau trận chiến dài.

### Lavender Brown
Lavender Brown là học sinh thuộc nhà Gryffindor cùng năm với Harry Potter. Cô là bạn thân của Parvati Patil. Cả hai cùng chung phòng sinh hoạt với Hermione Granger, thường ngồi cạnh nhau trong các lớp học, đặc biệt là lớp Tiên tri. Cô khá sùng bái giáo sư môn này là Sybill Trelawney từ khi giáo sư tiên đoán về chính xác cái chết của con thỏ cưng của cô là Binky. Trong phần bốn, cô làm bạn nhảy với Seamus Finigan trong buổi dạ vũ Giáng sinh. Trong phần năm, ban đầu, Lavender đã tin vào những thông tin sai lệch trong chiến dịch bôi nhọ Harry Potter của Bộ Pháp thuật, nhưng sau đó cũng đã gia nhập Quân đoàn Dumbledore. Trong tiếng Latin, từ Lavender bắt nguồn từ chữ Lavare có nghĩa là "tẩy rửa" (Vì ở châu Mỹ La tinh, cây lavender được dùng làm thơm đồ vật bằng cách tẩy rửa đồ vật với chúng). Trong loạt phim phỏng theo bộ truyện này, diễn viên Jennifer Smith thủ vai Lavender Brown. Tuy nhiên, cô chỉ xuất hiện trong một cảnh ngắn trong bộ phim phần ba, Harry Potter và tên tù nhân ngục Azkaban khi cùng những người khác đứng xung quanh giường bệnh của Harry Potter sau trên đấu Quidditch giữa nhà Gryffindor và Hufflepuff.
Trong phần sáu, cô và Ronald Weasley bắt đầu hẹn hò với nhau. Cô gọi Ron bằng cái tên ngộ nghĩnh là "Won-Won" nhưng Ron chưa bao giờ gọi lại cô là "Lav-Lav". Thật sự thì Ron chưa bao giờ thích Lavender, nhưng vẫn duy trì mối quan hệ này để làm Hermione nổi cơn ghen và cho cô ấy thấy rằng mình có thể chinh phục bất cứ ai. Có thể thấy họ không thật lòng với nhau cho lắm, mà theo lời Harry thì họ chỉ yêu theo kiểu "hôn hít". Trong khi đó, Lavender lại ghen vì mối quan hệ của Ron với Hermione. Và sau khi cô thấy hai người họ bước ra từ phòng sinh hoạt chung cùng Harry (khi đó đang tàng hình). Trong cuộc chiến tại trường Hogwarts chống lại Voldemort và những Tử thần Thực tử, Lavender bị thương khá nghiêm trọng sau khi ngã khỏi ban công tầng cao và bị Fenrir Greyback (một người sói) tấn công. Cô được Hermione cứu bằng cách hạ gục hắn bằng Thần chú "Nổ tung" và giáo sư Trelawley thả 1 quả cầu pha lê vào đầu. Tuy nhiên, do đã chậm trễ nên cô đã hy sinh trong Trận chiến Hogwarts.

### Colin và Dennis Creevey
Đây là hai anh em nhà Gryffindor rất ái mộ Harry Potter. Cả hai sinh trong một gia đình Muggle với người cha bán sữa bò. Colin trong tập 2 luôn đi theo Harry Potter với một cái máy ảnh trong tay luôn chụp hình Harry. Sau này Colin bị con Tử xà Basilisk tấn công nhưng may mắn là nhờ nhìn qua máy ảnh nên thoát chết. Trong tập 5, Colin tham gia Quân đoàn Dumbledore do Harry đứng đầu. Trong tập cuối không nghe lời cô Minerva McGonagall dù không đủ tuổi vẫn ở lại chiến đấu và đã hy sinh.

### Seamus Finnigan
Seamus Finnigan là bạn cùng phòng ngủ với Harry và Ron. Ngoài ra còn có Neville và Dean Thomas chung phòng ngủ đó. Nhân vật Seamus Finnigan do diễn viên Devon Murray thể hiện. So với trong truyện, Seamus được tả với mái tóc màu cát (hoặc vàng) nhưng trong phim, Devon lại có mái tóc màu nâu. Seamus xuất hiện lần đầu tiên vào tập 1. Cậu và Dean là 1 đôi bạn thân, khá vui tính và rất dễ cười. Cậu mang dòng máu lai (bố Muggle, mẹ phù thủy).Trong những tập truyện, Seamus và Dean không được xuất hiện thường xuyên và cũng không có vai trò gì nhiều.

### Parvati Patil
Parvati Patil là học sinh thuộc nhà Gryffindor cùng năm với Harry Potter. Người em song sinh của cô là Padma Patil, một học sinh thuộc nhà Ravenclaw. Ông Kẹ của cô là xác ướp và người khổng lồ Cobra. Cô có người bạn thân là Lavender Brown. Cả hai cùng chung phòng ngủ với Hermione Granger, thường ngồi cạnh nhau trong các lớp học, đặc biệt là lớp Tiên tri. Parvati có mái tóc dài màu đen thường thắt bím thành hình đuôi sam. Trong buổi dạ vũ, cô mặc một chiếc váy dài màu hồng, đeo vòng tay vàng và tết tóc đuôi sam với sợi dây dệt vàng quý giá. Harry Potter và Dean Thomas đều cho rằng hai chị em nhà Patil là những cô gái xinh nhất cùng năm với họ. Trong thần thoại Ấn Độ, "Parvati" là tên của một nữ thần, vợ của thần Shiva. Trong phần một, cô đã trách cứ Draco Malfoy vì dám lấy Quả cầu Gợi nhớ của Neville Longbottom trong lớp học Bay lượn của cô Hooch. Trong năm học thứ tư, cô làm bạn nhảy với Harry Potter trong buổi dạ vũ Giáng sinh. Nhưng buổi tối ấy đã khiến cô thất vọng khi cô biết vì Cho Chang đã cặp với Cedric Diggory nên Harry mới mời cô. Sau đó, cô đã bỏ Harry và đi cặp với một nam sinh khác của trường Beauxbatons, đôi khi còn quay lại nhìn một cách lạnh lùng. Trong năm học thứ năm, Parvati cùng với người em song sinh gia nhập Quân đoàn Dumbledore. Và đến năm thứ sáu, sau khi Hiệu trưởng Albus Dumbledore bị ám sát, cha mẹ cô do quá lo lắng về những Tử thần Thực tử và về tình hình an ninh của trường nên đã gọi cô về nhà. Tuy nhiên, Parvati đã kiên quyết từ chối và vẫn học tại trường. Trong trận chiến Hogwarts, cô đã đấu tay đôi với Travers và ếm bùa Trói lên Dolohov.

### Padma Patil
Padma Patil là em gái sinh đôi của Parvati Patil. Không như các cặp anh chị em khác thường là thành viên của một nhà nhưng hai chị em lại ở hai nhà khác nhau: Parvati thuộc nhà Gryffindor còn Padma thuộc nhà Ravenclaw. Padma trong phần 4 được Ron Weasley mời tham gia vũ hội Giáng sinh trong khi Harry mời Parvati. Vì ghen tức với Hermione Granger, cậu đã bỏ rơi cô nàng. Sau đó Padma cùng chị Parvati tham gia Quân đoàn Dumbledore dưới sự chỉ bảo của Harry.

### Marietta Edgecombe
Marietta là một học sinh nhà Ravenclaw. Cô là một người bạn tốt của Cho Chang, Tầm thủ của nhà Ravenclaw, và được miêu tả là có mái tóc mà xoắn vàng và chút đỏ. Là người bán đứng tổ chức quân đoàn Dumbledore (Dumbledore' s Army) và bị ếm lời nguyền của Hermione Granger khi có 1 từ trên trán "Kẻ tố giác" lúc cô mách với Dolores Umbridge về chuyện của tổ chức. Lời nguyền đó đã không thể xóa được.